# Camponotus wellmani
Camponotus wellmani é uma espécie de inseto do gênero Camponotus, pertencente à família Formicidae.